# Al Ahly Benghazi SC
Pour les articles homonymes, voir Al Ahly.
Maillots
Le Al Ahly Sports Cultural & Social Club (en arabe : النادي الأهلي الرياضي الثقافي الاجتماعي), plus couramment abrégé en Al Ahly, est un club libyen de football fondé en 1947 et basé dans la ville de Benghazi.

## Palmarès
| Compétitions nationales | Compétitions internationales                                        |
| --- | ------------------------------------------------------------------- |
| - Championnat de Libye (4) : - Champion : 1970, 1971-72, 1974-75 et 1991-92. - Vice-champion : 1963-64, 1968-69, 1970-71, 1972-73, 1975-76, 1984-85 et 1990-91. - Coupe de Libye (5) : - Vainqueur : 1979-80, 1980-81, 1987-88, 1990-91 et 1995-96. | - Coupe nord-africaine des vainqueurs de coupe : - Finaliste : 2009 |

## Personnalités liées au club

### Entraîneurs
- 1965- :  Saïd Brahimi[2]
- 1993-1994:  Abdelhamid Zouba
- 1996-1997 :  Saïd Amara
- 2005-2007 :  Tayeb Bouhafs
- 2007-2008 :  Abderrahmane Mehdaoui
- juin 2018-2019 :   Youssef Fertout
- 2019 :  Rachid Belhout